# Misrata (district)
Misrata (en arabe : مصراتة) est une des 22 chabiyat de Libye. 
Sa capitale est Misrata.